# Эйнштейн и религия
Религиозные взгляды Альберта Эйнштейна были широко изучены. Тем не менее до сих пор не утихают споры и ходят мифы о его убеждениях, взглядах и отношении к религии. Эйнштейн говорил, что верит в «пантеистического» бога Бенедикта Спинозы, но не в персонифицированного Бога — такую веру он подвергал критике. Он также называл себя агностиком, но открещивался от ярлыка «атеист», предпочитая «смирение, соответствующее слабости нашего понимания природы разумом и нашего собственного бытия».

## Раннее детство
Эйнштейн был воспитан нерелигиозными родителями-евреями. В Автобиографических заметках Эйнштейн писал, что постепенно терял веру в раннем детстве:

…Я — хотя я был ребёнком нерелигиозных родителей — был глубоко религиозным до 12 лет, когда моей вере настал резкий конец. Вскоре, благодаря чтению научно-популярных книг, я стал убеждаться, что многое в библейских историях не может быть правдой. Следствием этого было прямо-таки фанатическое свободомыслие, соединённое с впечатлением, будто государство обманывает молодёжь; это был сокрушительный вывод. Такие переживания породили недоверие ко всякого рода авторитетам и скептическое отношение к верованиям и убеждениям, жившим в окружавшей меня тогда социальной среде. Этот скептицизм никогда меня уже не оставлял, хотя и потерял свою остроту впоследствии, когда я лучше разобрался в причинно-следственных связях. Мне вполне ясно, что утраченный таким образом религиозный рай молодости являлся первой попыткой освободиться от оков «личного эго» от существования, в котором доминировали желания, надежды, примитивные чувства. Там, вовне, был этот большой мир, который существует независимо от нас, людей, и является огромной вечной загадкой для нас, доступной, однако, по крайней мере отчасти, нашему восприятию и нашему разуму. Созерцание этого мира манило освобождением, и я скоро убедился, что многие из тех, кого я научился ценить и уважать, нашли свою внутреннюю свободу и уверенность, отдавшись целиком этому времяпрепровождению. Мысленный охват в рамках доступных нам возможностей этого внеличного мира, который представлялся мне наполовину сознательно, наполовину бессознательно как высшая цель. Те, кто так думал, будь это мои современники или люди прошлого вместе со сделанными ими выводами, были моими единственными неизменными друзьями. Дорога к этому раю была не так удобна и завлекательна, как дорога к религиозному раю, но она оказалось надёжной, и я никогда не жалел, что выбрал её.— Einstein, Albert (1979). Autobiographical Notes. Chicago: Open Court Publishing Company, pp. 3-5

## Взгляды
Эйнштейн использовал несколько терминов для описания своих религиозных взглядов, включая «агностик», «религиозный неверующий» и «пантеист», который верит в бога Спинозы.

### Персонифицированный Бог и загробная жизнь
Эйнштейн выражал скептицизм в отношении антропоморфного божества, часто описывая его «наивным» и «детским». Он заявил

Идею личного Бога антропологической концепции я не могу воспринимать всерьёз. Я также чувствую, что не предоставляется возможным представить себе желание или цель вне человеческой сферы. Мои взгляды близки к Спинозе: восхищение красотой и вера в логический порядок вещей, которые мы можем понять смиренно и только частично. Я верю, что мы должны довольствоваться нашими несовершенными знаниями и пониманием, что личные ценности и моральные обязательства — самая важная из человеческих проблем.— Hoffmann, Banesh (1972). Albert Einstein Creator and Rebel. New York: New American Library, p. 95.
22 марта 1954 года Эйнштейн получил письмо от итальянского иммигранта Джозефа Диспентиере, который работал машинистом локомотива в Нью-Джерси. Диспентиере заявил, что он атеист, и был разочарован репортажем, который характеризовал Эйнштейна религиозным. Эйнштейн ответил 24 марта 1954:

Это, конечно, ложь, что Вы читали о моих религиозных убеждениях, ложь, которая систематически повторяется. Я не верю в персонифицированного Бога и никогда не отрицал этого, но выразил это отчётливо. Если во мне есть что-то, что можно назвать религиозным, то это, несомненно, беспредельное восхищение строением Вселенной в той мере, в какой наука раскрывает его.— Dukas, Helen (1981). Albert Einstein the Human Side. Princeton: Princeton University Press, p. 43. Einstein Archives 59-454 and 59-495
В письме к Беатриче Флохлич, 17 декабря 1952 года, Альберт Эйнштейн заявил:

Идея персонифицированного Бога совершенно чужда мне и кажется даже наивной.— Calaprice, Alice (2000). The Expanded Quotable Einstein. Princeton: Princeton University Press, p. 217. Einstein Archives 59-797
Эрик Гуткинд отправил экземпляр своей книги: Выбери жизнь: Библейский призыв к Восстанию Эйнштейну в 1954 году. Эйнштейн отправил Гуткинду письмо в ответ, написав:

Слово «Бог» для меня не более, чем выражение и продукт человеческих слабостей, Библия — свод благородных, но все же примитивных легенд. Никакая интерпретация, даже самая изощрённая не сможет для меня это изменить. Эти изощрённые интерпретации весьма разнообразны по природе и почти не имеют ничего общего с оригинальным текстом.
24 апреля 1929 года, Альберт Эйнштейн телеграфировал раввину Герберту С. Голдстейну в Германию: «Я верю в бога Спинозы, который проявляет себя в закономерной гармонии бытия, но вовсе не в Бога, который хлопочет о судьбах и делах людей».
Он расширил свои убеждения в письмах, отвечая японским учёным. В ответах были описаны его представление о науке и религии. Ответы появились ограниченным тиражом, выпущенным по случаю 50-летнего юбилея Эйнштейна:

Научные исследования могут уменьшить суеверие, поощряя людей думать и смотреть на вещи с точки зрения причины и следствия. Несомненно, это убеждение о рациональности и упорядоченности мира, которое сродни религиозному чувству, лежит в основе всех научных работ более высокого порядка… Это убеждение связано с глубокой верой в Высший разум, который показывает себя в мире опыта, представляет мою концепцию Бога. В обиходе это может быть описано как «пантеизм» (Спинозы).
На вопрос о загробной жизни Эйнштейн заявил баптистскому пастору: «Я не верю в бессмертие человека, и я считаю мораль исключительно человеческой заботой, а не сверхчеловеческим влиянием на неё». Это чувство также было освещено в книге Эйнштейна «Мир, каким я его вижу», в которой он писал: «Я не могу представить Бога, который награждает и наказывает свои творения или имеет человеческую природу. Человек, который должен пережить свою физическую смерть, тоже за пределом моего понимания, и я не вижу этого иначе; такие понятия для страха или абсурдного эгоизма слабых душ. В конце концов, для меня достаточно тайны вечной жизни и намёка на чудесную структуру реальности, вместе с единодушным порывом понять часть мельчайшей причины того, что проявляется в природе».

### Агностицизм, деизм и атеизм
Эйнштейн не был атеистом, объясняя это следующим комментарием: «Я неоднократно говорил, что, на мой взгляд, идея персонифицированного Бога выглядит по-детски. Вы можете называть меня агностиком, но я и не разделяю духа крестовых походов профессиональных атеистов, чей пыл вызван в основном болезненным освобождением от оков религиозного воспитания, полученного в молодости. Я предпочитаю смирение, соответствующее слабости нашего интеллектуального осознания природы и нашего собственного бытия». Согласно немецкому историку принцу Губерту, Эйнштейн говорил: «Наблюдая в космосе ту гармонию, которую я, с моим ограниченным человеческим разумом, могу разглядеть, всё ещё есть люди, которые говорят, что Бога нет. Но что меня действительно злит, так это то, что они ещё цитируют меня в поддержку своих взглядов».
Эйнштейн ранее держался убеждения, что человек не может понять сущности природы Бога. В интервью, опубликованном в 1930 году в книге Проблески Великого Дж. Сильвестра Виерека, Эйнштейн в ответ на вопрос, верил он Бога или нет, объяснил:

Ваш вопрос (о Боге) является самым трудным в мире. Это не тот вопрос, на который я могу ответить просто «да» или «нет». Я не атеист. Я не знаю, могу ли я охарактеризовать себя как пантеист. Эта проблема слишком обширна для наших ограниченных умов. Могу ли я не отвечать притчей? Человеческий разум, независимо от того, как хорошо он обучен, не может понять Вселенную. Мы подобны маленькому ребёнку, зашедшему в огромную библиотеку, стены которой забиты книгами на разных языках до потолка. Ребёнок понимает, что кто-то должен был написать эти книги. Но он не знает, кто и как их написал. Он не понимает языков, на которых написаны книги. Ребёнок замечает определённый порядок этих книг, порядок, который он не понимает, но смутно представляет. Это, как мне кажется, отражает отношение человеческого разума, даже наилучшего и самого культурного, к Богу. Мы видим, что Вселенная устроена удивительно, подчиняется определённым законам, но мы понимаем эти законы лишь смутно. Наш ограниченный разум не способен постичь загадочную силу, которая качает созвездия. Я очарован пантеизмом Спинозы. Я ещё больше восхищаюсь его вкладом в современную мысль. Спиноза — величайший из современных философов, потому что он первый философ, который относится к душе и телу как к одному целому, а не как к двум разным вещам— Viereck, George Sylvester. Glimpses of the Great. Duckworth, 1930. p. 372—373.
В 1950 году в письме к М. Берковицу Эйнштейн заявил: «Моя позиция насчёт Бога заключается в том, что я агностик. Я убеждён, что ясному сознанию первостепенной важности нравственных принципов улучшения и облагораживания жизни не нужна идея Законодателя, особенно Законодатель, который работает на основе вознаграждения и наказания».
Согласно биографу Уолтеру Айзексону, Эйнштейн был более склонен очернять неверующих, чем верующих. Эйнштейн говорит в переписке: «Фанатичные атеисты, как рабы, которые всё ещё чувствуют тяжесть своих цепей, сброшенных после тяжёлой борьбы. Они существа, которые в своей обиде на традиционный „опиум для народа“ не могут услышать музыку сфер». Несмотря на то, что он не верит в персонифицированного Бога, он указал, что «никогда не будет стремиться к борьбе с такой верой, потому что такая вера, мне кажется, предпочтительнее отсутствия трансцендентного мировоззрения».
В 1945 году Гай Ранер мл. написал письмо Эйнштейну, спросив его, правда ли, что священник-иезуит вызвался отвратить Эйнштейна от атеизма. Тот ответил: «Я никогда в своей жизни не общался с иезуитским священником, и я поражён смелостью подобной лжи. С точки зрения иезуитского священника я, конечно, всегда был и есть атеист.(…) Это всегда вводит в заблуждение: использование антропологической концепции в делах, не связанных с человеческой сферой — детские аналогии. Мы должны восхищаться прекрасной гармонией структуры этого мира в смирении, насколько мы можем его понять».

### Детерминизм
Как и Спиноза, Эйнштейн был строгим детерминистом, который верил, что человеческое поведение полностью определяется законами причинности. По этой причине он отказался от шанса аспекта квантовой теории, отвергая концепцию «Бога, который играет в кости со Вселенной». В письмах физику Максу Борну Эйнштейн описал свою веру в причинно-следственные связи:

Вы верите в Бога, который играет в кости, а я — в полную закономерность и правопорядок в мире, который объективно существует и который я дико умозрительным путём пытаюсь захватить. Я твёрдо верю, но я надеюсь, что кто-то откроет более реалистичный путь или основу, чем это было моим уделом его найти. Даже великий успех квантовой теории не заставит меня поверить в фундаментальную игру в кости, хотя я очень хорошо знаю, что некоторые из наших молодых коллег интерпретируют это как следствие старости— Adams, John (1995). Risk. London: University College London Press, p. 17.
Акцент Эйнштейна на «вере» и как это связано с детерминизмом видны в письме с соболезнованиями в ответ на известие о смерти Анжело Бессо, одного из его старых друзей. Эйнштейн писал семье: «Теперь он ушел из этого странного мира, немного раньше меня. Это ничего не означает. Для нас, верующих физиков, различие между прошлым, настоящим и будущим — лишь стойкая иллюзия».

### Космическая религия
В своей книге 1949 года «Мир, каким я его вижу» он писал: «Знания о существовании чего-то, во что мы не можем проникнуть, раскрывается для нас невероятно продуманным и восхитительно красивым, при этом доступно для нашего разума только в своих самых элементарных формах. Знания этого и эмоции возникают истинно религиозные; и в этом смысле я глубоко верующий человек». Эйнштейн называл свою систему убеждений как «космическая религия» и был автором одноименной статьи 1954 года. Позже эта система была описана в его книге «Идеи и мнения» 1955 года. Эта система убеждений признала «чудесный порядок, который проявляется во всех явлениях природы так хорошо, как в мире идей», порядок, который отрицает личностного Бога, награждающего и наказывающего людей на основе их отрицательного поведения. Он отклонил конфликт между наукой и религией и заявил, что космическая религия была необходима для науки. Он говорил Уильяму Германнсу в интервью, что «Бог — это загадка. Но загадка постижимая. Я ничего не испытываю, кроме трепета, когда наблюдаю законы природы. Нет законов без законодательства, но как выглядит законодатель? Конечно, он не похож на Большого человека». Он добавил с улыбкой «несколько столетий назад я был бы сожжён или повешен. Тем не менее, я был бы в хорошей компании».
В статье, опубликованной «Нью-Йорк Таймс» в 1930 году, Эйнштейн различал три человеческих импульса, которые развивают религиозные убеждения: страх, общественная мораль и космическое религиозное чувство. Примитивное понимание причинности вызывает страх, а страх изобретает сверхъестественные существа, подобные себе. Стремление к любви и поддержке создает социальную и моральную необходимость высшего существа; оба этих импульса подразумевают антропоморфное понятие Бога. Третий импульс, который Эйнштейн считает самым зрелым, берет своё начало в глубоком чувстве благоговения и таинственности. Он сказал, что человек чувствует «возвышенность и чудесный порядок, который проявляет себя в природе… и он хочет испытать Вселенную как целое всеохватывающее и значительное». Эйнштейн видел науку, как антагониста первым двум импульсам религиозных убеждений, но и как партнера для третьего импульса. Он утверждал, что «хотя сферы религии и науки сами по себе ясно разграничены, между ними существует взаимосвязь и взаимозависимость. <…> Наука может быть создана только теми, кто насквозь пропитан стремлением к истине и пониманию. Но источник этого чувства берёт начало из области религии. Оттуда же — вера в возможность того, что правила этого мира рациональны, то есть постижимы для разума. Я не могу представить настоящего учёного без крепкой веры в это. Образно ситуацию можно описать так: наука без религии — хрома, а религия без науки — слепа.». Часто цитируется лишь последнее предложение, тенденциозно лишённое контекста. Эйнштейн продолжал:
Человеку, который религиозно просвещён, как мне кажется, с его способностями легче освободиться от оков своих корыстных желаний и заняться мыслями, чувствами и стремлениями, которые для него являются особо ценными. Мне кажется, что важно, так это сила сверхличностного содержания… независимо от любых попыток объединить это содержание с божественным существом. В противном случае невозможно было бы считать Будду и Спинозу религиозными деятелями. Соответственно, религиозный человек набожный в том смысле, что он не сомневается в значимости этих суперличных вещей и целей, которые не требуют рационального объяснения и обоснования. В этом смысле религия является извечной попыткой человечества чётко и сполна осознать эти ценности и цели и постоянно укреплять и расширять своё влияние. Если понимать религию и науку в соответствии с этими определениями, то конфликт между ними возможен. Для науки возможна только констатация, что есть, но не то, что должно быть…
Принцип причинности является фундаментальным этическим убеждением Эйнштейна. По мнению Эйнштейна, «доктрина личного участия Бога в природных явлениях никогда не может быть опровергнута в прямом смысле наукой», религии всегда могут укрыться в областях, которые наука пока не может объяснить. Это было убеждение Эйнштейна о том, что «в борьбе за нравственное благо учителя религии должны иметь мужество отказаться от доктрины личного Бога, то есть отказаться от источника страха и надежды» и культивировать «Добро, Правда и Красота и есть человечество».

### Этика
Эйнштейн был гуманистом и поклонником этического движения. Он состоял в составе консультационного совета Первого гуманистического общества Нью-Йорка. К 75-й годовщине Нью-Йоркского общества по этической культуре он заявил, что идея этической культуры — это воплощение его собственной концепции о том, что́ является наиболее ценным и прочным в религиозном идеализме. Он отметил: «Без „этической культуры“ нет спасения для человечества». Эйнштейн был сотрудником Британской гуманистической ассоциации.
Что касается теории Заповедей Бога, Эйнштейн заявил:

Я не могу представить Бога, который награждает и карает объекты своего творения, цели которого созданы по аналогии с нашими собственными, Бога, который является лишь отражением человеческого непостоянства. Не могу поверить и в жизнь после смерти тела, хотя слабые души питают такие мысли из-за страха или смешного эгоизма— Seldes, George (1996). The Great Thoughts. New York: Ballantine Books, p. 134.
Эйнштейн также скептически относился к использованию «кнута и пряника» персонифицированным Богом:

Бог, который вознаграждает и наказывает, немыслим для меня по той причине, что действия человека определяются необходимостью, внешней и внутренней, поэтому в глазах Бога он не может нести ответственность больше, чем неодушевлённый предмет может нести ответственность за то, что он подвергается движению. Наука поэтому была обвинена в подрыве нравственности, но обвинение несправедливо. Этическое поведение человека должно основываться на сочувствии, обучении, социальных связях и потребностях; для этого не требуется ни одна религиозная основа. Человек действительно будет в плохом направлении, если он будет сдержан страхом наказания и надежды на награду после смерти. Поэтому легко понять, почему церкви всегда боролись с наукой и преследовали её приверженцев— Calaprice, Alice (2000). The Expanded Quotable Einstein. Princeton: Princeton University Press, p. 216. Albert Einstein, «Religion and Science» New York Times Magazine (9 Nov. 1930): 3-4.
О важности этики и этической культуры он писал:

Наиболее важным человеческим стремлением является стремление к нравственности в наших действиях. Наш внутренний баланс и даже само существование зависят от этого. Только нравственность в наших поступках может дать красоту и достоинство жизни. Сделать это стремление живой силой и донести до ясного сознания — в этом и заключается, пожалуй, главная задача образования. Основа нравственности не должна ставиться в зависимости от мифа, не должна быть привязана к какой-либо власти. Чтобы не сомневаться в истинности мифа или в легитимности власти, что может привести к угрозе основам здравого смысла и действия— Dukas, Helen (1981). Albert Einstein, The Human Side. Princeton: Princeton University Press, p. 95. Letter to a Brooklyn minister November 20, 1950.
Эйнштейн на протяжении всей своей жизни доказывал своим примером и своими комментариями, что мораль имеет первостепенное значение для всего человечества:

Я не верю, что человек должен быть сдержан в своих ежедневных действиях, опасаясь наказания после смерти, или что он должен делать то только из-за того, что он будет вознагражден после смерти. Это бессмыслица. Надлежащим руководством в течение жизни человека должен быть вес, который он оказывает этике, и сумма вознаграждения, которую получают другие— Bucky, Peter (1992). The Private Albert Einstein. Kansas City: Andrews & McMeel, p. 86.
Преимущество этики перед персонифицированным Богом он приводил неоднократно:

Я не могу представить себе персонифицированного Бога, который непосредственно влияет на действия людей или же судит о существах своего собственного творения. Я не могу поверить в это, несмотря на то, что есть принцип причинности, который был поставлен под сомнение современной наукой. Моя религия состоит в чувстве смиренного восхищения перед безграничным разумом, проявляя себя в малом, что мы с нашим слабым и изменчивым разумом можем понять реальность. Мораль имеет первостепенное значение — для нас, не для Бога— Dukas, Helen (1981). Albert Einstein, The Human Side. Princeton: Princeton University Press, p. 66.

## Иудаизм
В письме к Эрику Гуткинду, датированном 3 марта 1954 года, Эйнштейн писал в Германию:
Для меня иудаизм, как и все другие религии, — это воплощение самых примитивных суеверий. А еврейский народ, к которому я счастлив принадлежать, с менталитетом которого я ощущаю глубокое родство, не имеет для меня каких-то иных качеств, отличающих его от всех других народов. Судя по моему опыту, евреи не лучше других групп людей, хотя от худших раковых опухолей их защищает отсутствие власти. В остальном я не могу разглядеть ничего, что свидетельствовало бы об их «избранности».
В интервью, опубликованном в журнале Time Дж. Сильвестром Виереком, Эйнштейн говорил о своих чувствах к христианству. Родившись в Германии, в 1884 году Джордж Виерек поддерживал немецкий национализм, но не был антисемитом. За немецкую пропаганду он был заключен в американскую тюрьму в 1942 году. Как и Эйнштейн, Виерек был пацифистом; Виерек был обвинен в государственной измене и исключен из рядов Американской Лиги Авторов, потому что писал антивоенные статьи. Во время интервью Виерек сообщил Эйнштейну, что сам не был евреем, но заявил, что имеет «менталитет еврея», что дало Эйнштейну возможность пообщаться «без преград». Виерек начал с вопроса к Эйнштейну, кем он себя считает, немцем или евреем, на что Эйнштейн ответил: «Возможно, и немцем и евреем». В ходе интервью Виерек спросил Эйнштейна, должны ли евреи пытаться ассимилироваться, на что Эйнштейн ответил: «мы, евреи, охотно жертвовали своим менталитетом, чтобы соответствовать». Эйнштейну был задан вопрос, насколько он был под влиянием христианства. Эйнштейн ответил:
Когда я был ребёнком, я изучал Библию и Талмуд. Я еврей, но меня завораживает яркая личность Назарянина.
 Тогда Эйнштейна спросили, принимает ли он исторический факт существования Иисуса Христа, на что он ответил:
Бесспорно! Никто не может читать Евангелие, не почувствовав реальное существование Иисуса. Его личность дышит в каждом слове. Никакой миф не обладает такой жизнью».
Он подчеркнул, однако, в беседе с Уильямом Херманнсом, что:
Я серьезно сомневаюсь, что Иисус сказал, что он Бог, потому что он был глубоким евреем, чтобы нарушать серьезную заповедь: Внемли, Израиль! Господь — Бог наш, Господь — один!, а не двое или трое.
Эйнштейн сетовал:
Иногда я думаю, было бы лучше, если бы Иисус никогда не жил. Ничьё имя так не употреблялось ради власти.
Тем не менее, он также выразил убеждение, что «если очистить иудаизм от пророков Ветхого Завета и Нового Завета, как Иисус Христос проповедовал без всяких последующих дополнений, особенно священников, остается учение, которое способно исцелить все социальные беды человечества».

## Христианство
Как только еврейская школа в Мюнхене была закрыта в 1872 году из-за нехватки школьников, Эйнштейн, ввиду отсутствия альтернативы, поступил в Католическую школу начальных классов. Он также получил иудейское религиозное образование на дому, но он не увидел разницы между двумя религиями и воспринимал «идентичность всех религий». Эйнштейн был одинаково впечатлен историями Танаха и Страстей Христовых. Согласно биографу Уолтеру Исааксону, Эйнштейну понравились катехизаторские католические курсы, которые он получал в школе. Учителя в этой школе были либеральными и вообще не делали никаких отличий между религиями, которые исповедали их школьники, хотя некоторые питали врожденный, но умеренный антисемитизм. Позже Эйнштейн вспоминал инцидент с участием учителя, который ему был симпатичен, «Однажды учитель принес гвоздь на урок и поведал ученикам, что такими гвоздями Христос был прибит к Кресту иудеями» и что «среди детей в католической школе были распространены антисемитские настроения… физические нападения и оскорбления по пути домой из школы были частыми, но не слишком жестокими». Эйнштейн отмечал, что «так было в католической школе; насколько сильнее проявлялись антисемитские настроения в школах Пруссии, можно лишь догадываться». Позднее он вспоминал, что «религия отцов, с которой я имел дело во время религиозного обучения в Мюнхене и в синагоге, скорее отталкивала, чем привлекала меня».
В 1940 году журнал Time цитировал Эйнштейна, который хвалил католическую церковь за её роль в борьбе против нацизма:
 Только Церковь была категорически против пропаганды Гитлера. Я никогда не имел особого интереса к Церкви, но теперь я чувствую большую привязанность и восхищение, потому что Церковь в одиночку имела мужество и упорство выстоять на разумной истине и нравственной свободе. Я вынужден признать, что то, что я однажды презирал, теперь я безоговорочно хвалю.
С тех пор это высказывание неоднократно цитируется сторонниками Папы Пия ХІІ. Исследованием этой цитаты занялись математики Вильям Ч. Вотерхаус и Барбара Вольфф, которые нашли в Иерусалимском институте, в архивах Эйнштейна неопубликованное письмо 1947 года, в котором и было упомянуто заявление о Церкви. В письме к Коунт Монджелас, Эйнштейн объяснил, что этот изначально несущественный комментарий был дан журналисту в поддержку «нескольких духовных лиц», выступавших за индивидуальные права и интеллектуальную свободу в период начала правления Гитлера, и согласно Эйнштейну, его комментарий был крайне преувеличен.
В 2008 году в телепередаче «Антикварное путешествие» эксперт по рукописям Кэтрин Вильямсон заверила подлинность письма Эйнштейна, в котором он подтвердил, что «комментарий, данный журналисту, соответствует действительности», размещенный в журнале «Тайм», «однако я сделал его в первые годы режима нацизма — гораздо раньше, чем в 1940 году, и мои выражения были немного более умеренными».
11 ноября 1950 года епископ Бруклинский Корнелиус Гринвей написал письмо Эйнштейну, в котором также цитировал его предполагаемый комментарий о Церкви. Эйнштейн ответил:
Я однако, немного смущен. Формулировка комментария, которую Вы привели, не является моей. Вскоре после прихода к власти Гитлера я имел устную беседу с журналистом газеты об этих вопросах. С тех пор мои комментарии были изменены и преувеличены до неузнаваемости. Я не могу с чистой совестью подтвердить, что высказывание, отправленное мне Вами, является моим. Дело в том, что я, как и Вы, в основном критически отношусь к политической сфере деятельности в истории высшего духовенства. Таким образом, моё предыдущее заявление, даже если свести его к словам, сказанным мной (которые я не помню в деталях), даёт неверное представление о моем общем отношении.
Католический кардинал Уильям Генри О’Коннелл говорил об отсутствии у Эйнштейна веры: «Результатом этого сомнения и спекуляций о времени и пространстве является маска, под которой скрывается ужасный призрак атеизма». Некий раввин из Бронкса критиковал обоих, кардинала и Эйнштейна, за размышления, которые находятся вне их компетенции: «Эйнштейн сделал бы лучше, если бы он не заявлял о своем неверии в Бога, который беспокоится о судьбах и действиях отдельных людей. Оба высказались по вопросам вне их компетенции».
Католический священник и телеведущий Фултон Шин, который восхищался интеллектом Эйнштейна, даже называл его «одним из самых умных людей современного мира» — охарактеризовал статью Эйнштейна в «Нью-Йорк Таймс» как «чистейший вид глупости и бессмыслицы».
Эйнштейн некоторое время встречался и сотрудничал с бельгийским священником и учёным Жоржем Леметром, научным сотрудником Университета Лёвена. Отец Леметр известен как первый автор теории Большого взрыва в происхождении космоса и пионер в применении общей теории относительности, принадлежащей Эйнштейну, в космологии. Эйнштейн предложил Леметра в 1934 году на премию Франки, которую тот получил от бельгийского короля.

### Беседы с Уильямом Херманнсом
Переписка с Херманнсом велась на протяжении 34 лет. В переписке Эйнштейн делал различные заявления о христианских церквях в общем и о католической в частности. Эйнштейн негативно относился к политическому сотрудничеству католической церкви с Германией:

Когда Вы узнаете историю Католической Церкви, Вы бы не стали верить Партии Центра. Не Гитлер ли обещал разбить большевиков в России? Церковь благословляла этих католических солдат маршировать вместе с нацистами (март 1930)— Hermanns, William (1983). p. 32.

Я прогнозирую, что Ватикан будет поддерживать Гитлера, если он возьмет власть. Церковь со времен Константина всегда выступала за авторитарное государство, так долго, пока государство позволяет Церкви крестить и учить массы (март 1930)— Hermanns, William (1983). pp. 32-33.
В переписке с Херманнсом он не защищает евреев в их исторических ошибках, но приводит весомые контраргументы, обвиняя Церковь в гонении на евреев:

«Часто в истории евреи были зачинщиками справедливости и реформ, как в Испании, Германии и России. Но они делали свою работу не ранее, чем их „друзья“, часто благословенные Церковью, плевали им в лицо (август 1943)— Hermanns, William (1983). p. 46.
В ответах Херманнсу Эйнштейн болезненно переносил молчание Церкви на действия нацистской Германии:

Но что меня заставляет содрогаться, это то, что Католическая Церковь безмолвствует. И не нужно быть пророком, чтобы сказать: „Католическая Церковь заплатит за это молчание… Я не говорю, что ужасные преступления Церкви за 2000 лет всегда имели благословение Ватикана, но она прививала верующим идею: С нами истинный Бог, а иудеи распяли его“. Церковь сеяла ненависть вместо любви, несмотря на заповедь: „Не убий!“ (август 1943)— Hermanns, William (1983). p. 63.
В следующем письме он пишет:

За некоторым исключением, Римско-Католическая Церковь подчеркивала значение канонов и обрядов, передавая идею, что их соблюдение — единственный способ попасть на небеса. Мне не нужно идти в Церковь, чтобы услышать, хорошо я сделал или плохо; моё сердце говорит мне об этом» (август 1943)— Hermanns, William (1983). p. 65.
Эйнштейн акцентировал внимание на тысячелетней истории бесчеловечного поведения Католической Церкви:
Я не хотел бы прививать молодежи учение Церкви о персонифицированном Боге, потому что эта Церковь так бесчеловечно ведет себя за последние 2000 лет… Оцените ненависть Церкви, которая проявлялась в отношении евреев и затем в отношении мусульман, крестовые походы со своими преступлениями, сожжение на столбах, безмолвное одобрение действий Гитлера, в то время как поляки и евреи рыли себе могилы и гибли в резне. А Гитлер, как говорят, был алтарным мальчиком! (август 1943).
Не жалея характеристик, Эйнштейн в августе 1943 года нещадно критиковал будущего Папу Пия XII, сравнивая Гитлера с Сатаной:
«Да», категорически повторял Эйнштейн, «это в самом деле человек, что доказано кардиналом Пацелли, который заключил Конкордат с Гитлером. С каких пор можно заключать договор с Христом и Сатаной одновременно?» (август 1943). «Церковь всегда продавала себя тем, кто у власти и соглашалась на какую-либо сделку в обмен на иммунитет» (август 1943).
Несогласие Эйнштейна с христианскими церквями и осуждение её действий распространялось не только на католичество, так, он приводит примеры и в православии:
Если бы я мог дать совет Церквям, я бы предложил им начать с преобразования самих себя и остановить силовую политику. И пусть рассмотрят массу страданий, которые они принесли в Испании, Южной Америке и России (сентябрь 1948).
В ответ на вопрос католика «Разве Вы не утверждали, что Церковь была единственным противником коммунизма?» Эйнштейн ответил:
Мне не требуется подчёркивать, что Церковь по крайней мере наконец-то стала противником национал-социализма.
Когда новообращенный католик отметил, что нацисты отравили газом членов его семьи, Эйнштейн ответил, что «также чувствовал себя виноватым», добавив, что «вся Церковь начиная с Ватикана, должна испытывать чувство вины» (сентябрь 1948).
На одной из встреч с журналистами вновь был поднят вопрос христианской Церкви, на что Эйнштейн ответил, что не может и не будет доказывать отсутствие персонифицированного Бога.
Насчет Бога, я не могу принять любую концепцию, которая базируется на авторитете Церкви… до тех пор, пока у меня есть память. Я возмущаюсь идеологией массового внушения. Я не могу Вам доказать, что нет персонифицированного Бога, но если бы я говорил о нём, я был бы лжецом. Я не верю в теологического Бога, который награждает за добро и наказывает за зло. Его Вселенная не управляется по принципу воплощающихся желаний, но управляется незыблемыми законами (1954).
Уильям Миллер, который присутствовал на этой встрече, описал Эйнштейна как «живого святого», который говорил «с ангельской отстранённостью».

## Мифы о религиозных взглядах
На протяжении всей жизни учёного и после его смерти не прекращаются попытки приписать Альберту Эйнштейну привязанность и исповедание разных религий. Такие попытки предпринимала католическая церковь, но сам Эйнштейн опроверг подобные манипуляции. Что касается ислама и буддизма — мифы продолжают множиться.

### Ислам
В марте 2014 года, в год 135-летия учёного, ряд израильских и мусульманских СМИ сообщили сенсационную новость. Так, влиятельный иранский богослов, глава Совета экспертов аятолла Мухаммад-Реза Махдави Кани заявил, что располагает свидетельствами принадлежности Эйнштейна к шиитской ветви ислама. И продолжил, что Эйнштейн вел конфиденциальную переписку с великим аятоллой Буруджерди. Эта переписка происходила при посредстве переводчиков шаха Ирана и носила тайный характер. В переписке Эйнштейн пишет, что нигде, ни в одной другой традиции или религии не существует подобных преданий и хадисов, полных разума и мудрости. Он говорит, что предания и тексты от предводителей шиизма предвосхитили его теорию относительности за много веков до её возникновения.
Также Махдави Кани утверждает (но не приводит доказательства и источники), что Эйнштейн писал в своих работах следующее:
Услышав о вознесении пророка Мухаммеда на небеса, понял, что раз после его возвращения дверь ещё тряслась, то путешествие было совершено со скоростью выше скорости света.
По словам Махдави Кани именно это и послужило предпосылкой для открытия теории относительности.
Мухаммад-Реза Махдави Кани умер 21 октября 2014 года и новостей о дальнейших поисках доказательства тайной переписки Эйнштейна с аятоллой Буруджерди не было.

### Буддизм
Современники и последователи буддизма периодически в средствах СМИ и на просторах интернета пытаются приписать Эйнштейну высказывания, в которых он заявлял о том, что буддизм — это религия будущего.
Одна из цитат, которую приписывают Эйнштейну:
Религия будущего будет космической религией. Она должна будет преодолеть представление о Боге как личности, а также избежать догм и теологии. Охватывая и природу и дух, она будет основываться на религиозном чувстве, возникающем из переживания осмысленного единства всех вещей — и природных, и духовных. Такому описанию соответствует буддизм. Если и есть религия, которая сможет удовлетворять современным научным потребностям, — это буддизм.
Подтверждения данному высказыванию из уст Эйнштейна никто не приводит. Ни в одной биографии Эйнштейна этих слов нет, в опубликованных его трудах и письмах они также отсутствуют. Похожее по смыслу рассуждение имеется в воспоминаниях Элен Дюкас (секретаря Эйнштейна), однако там эти слова не приписаны самому Эйнштейну.